# Начало и возобновление игры (футбол)
Правило 8 правил игры в футбол
определяет процедуру начала игры и её возобновления после забитых мячей, завершения каждого из таймов основного и дополнительного времени или после остановки игры по причинам, не предусмотренным Правилами.

## Предварительные условия
Перед началом матча и перед началом первого тайма дополнительного времени матча (если таковое назначается для определения победителя матча или серии матчей) производится жеребьёвка (например, подбрасывание монеты). Команда, выигравшая жребий, получает право либо выбрать, какие ворота она будет атаковать в первом тайме основного или дополнительного времени матча, либо выполнить начальный удар. Противоположная команда, соответственно, получает право либо на выполнение начального удара, либо на выбор ворот, которые будет атаковать.

## Начальный удар
Начальный удар выполняется:
- в начале любого тайма основного или дополнительного (если таковое назначается) времени матча;
- после забитого гола — командой, в чьи ворота он был забит.

### Процедура
Игроки обеих команд располагаются на своей половине поля, при этом игроки команды, не производящей удар — за пределами центрального круга, на расстоянии не менее 9,15 метров от мяча, пока тот не введён в игру. Мяч неподвижно лежит в центре поля. По сигналу судьи игрок наносит по мячу удар, направляя его в любом направлении, и игра начинается. При этом игрок, выполнивший удар, не имеет права вторично касаться мяча до тех пор, пока мяча не коснётся другой игрок. Гол, забитый непосредственно с начального удара в ворота соперников, засчитывается.  

### Нарушения и наказания
В случае, если игрок, выполнивший начальный удар, повторно коснётся мяча до того, как его (мяч) заденет какой-либо иной игрок, то игра останавливается и противоположной команде предоставляется право выполнить свободный удар с места, где игрок вторично коснулся мяча. В случае всех остальных нарушений процедуры выполнения начальный удар выполняется повторно. В этой статье маленькое пояснение, раньше игрок в начале игры мог отдать ни кому угодно из своих, а именно чуть чуть вперёд своему игроку , а тот уже , куда угодно...

## Спорный мяч
«Спорный мяч» является способом возобновления игры после того, как она была остановлена по причинам, прямо не предусмотренными Правилами игры (лопнувший во время игры мяч, выбежавший на поле болельщик, сильный ливень с грозой, отключения освещения на стадионе, остановки игры судьёй из-за травмы игрока, и т.п.).

### Процедура
Если в момент остановки игры мяч находился в штрафной площади, либо в штрафной площади произошло последнее касание мяча, судья бросает мяч вратарю обороняющейся команды в его штрафной площади. Во всех других случаях судья бросает «спорный» мяч для одного игрока команды, которая последней коснулась мяча; в месте, где его последний раз коснулся игрок, посторонний фактор или официальное лицо матча. Все остальные игроки обеих команд должны оставаться на расстоянии не менее 4 метров от мяча, пока он не войдет в игру

### Повтор
Розыгрыш должен быть повторён в случае, если кто-либо из игроков коснётся мяча до того, как он коснётся земли, или же в случае, если мяч, войдя в игру, покинет пределы поля, не коснувшись никого из игроков.